# منتخب توغو تحت 17 سنة لكرة القدم
منتخب توغو تحت 17 سنة لكرة القدم (بالفرنسية: Équipe du Togo des moins de 17 ans de football) هو ممثل توغو الرسمي في المنافسات الدولية في كرة القدم
، يديريه اتحاد توغو لكرة القدم.